# Plecotus taivanus
Plecotus taivanus es una especie de murciélago de la familia Vespertilionidae.

## Distribución geográfica
Es endémica de Taiwán.